# Capraita obsidiana
Capraita obsidiana är en skalbaggsart som först beskrevs av Fabricius 1801.  Capraita obsidiana ingår i släktet Capraita och familjen bladbaggar. Inga underarter finns listade i Catalogue of Life.